# 施辛奴
荷西·路爾斯·杜斯·山度士·賓度（葡萄牙語：José Luis dos Santos Pinho，1992年3月14日—），是一名巴西足球运动员，司职中場，目前效力巴甲球队青年人體育會，近日盛傳他會加盟阿仙奴。
施辛奴身高1.74m及體重66kg。

## 連結
- （页面存档备份，存于）